# Calomyscus elburzensis
Calomyscus elburzensis е вид гризач от семейство Мишеподобни хамстери (Calomyscidae). Видът не е застрашен от изчезване.

## Разпространение и местообитание
Разпространен е в Афганистан, Иран и Туркменистан.
Обитава скалисти райони, гористи местности, планини и възвишения.